# Matrona Vallis
La Matrona Vallis è una struttura geologica della superficie di Marte.